# أرشيف معهد باستور لشمال إفريقيا
أرشيف معهد باستور لشمال أفريقيا هي مجلة طبية فرانكوفونية قديمة كانت تصدر كل ثلاثة أشهر. أسست في الجزائر العاصمة في 1921 ويحررها بالتناوب معهد باستور بالجزائر ومعهد باستور بتونس.
في 1923، انفصلت إلى دورياين اثنتين: أرشيف معهد باستور بتونس (مجلة كانت تصدر أساسا بين 1906 و1920) وأرشيف معهد باستور بالجزائر.
مجلة أرشيف معهد باستور بشمال أفريقيا كانت تنشر نقالات في الطب وعلم الجراثيم وعلم الطفيليات. رقمها تعريفها (NLM ID هو 9429940.